# Muar
Huyện Muar là một huyện thuộc bang Johor của Malaysia. Huyện Muar có dân số thời điểm năm 2010 ước tính khoảng 236960 người.